# Lucija Kelava
Lucija Kelava (* 21. April 1988) ist eine kroatische Handballspielerin. Sie ist Kroatische Nationalspielerin im Beachhandball.

## Karriere im Beachhandball
Im Beachhandball trat Kelava wie ein Großteil der kroatischen Nationalmannschaft für MHC Dubrava an. 2015, 2016 und 2019 gewann sie mit dem Team den Titel bei den kroatischen Meisterschaften. 2014 wurde sie Vizemeisterin, 2017 und 2018 Meisterschaftsdritte. 2015 und 2019 wurden die Zagreb Open gewonnen, 2019 auch der Jarun Cup. 2017 und 2018 unterlag der Club im Finale des Jarun-Cups. Zweimal startete sie mit dem Verein beim EHF Beach Handball Champions Cup, 2015 wurden sie Siebte, 2016 Dritte. Beide Male war sie mit 92 beziehungsweise 120 erzielten Punkten beste Werferin des Turniers. 2016 war Keleva mit ihren Nationalmannschaftskameradinnen Kristina Smiljanić und Martina Ćorković Gastspielerin bei der Mannschaft aus Esentepe (Agios Amvrosios Keryneias), mit dem Ziel den noch jungen Beachhandball in Nordzypern sportlich voranzubringen.
Kelava spielte 2015 in Lloret de Mar ihre erste Beachhandball-Europameisterschaft. Die kroatische Mannschaft begann das Turnier mit drei Niederlagen gegen Spanien, die Niederlande und die Ukraine. In allen drei Spielen war sie mit jeweils einer zweistelligen Zahl an erzielten Punkten beste kroatische Torschützin. Erst im vierten Spiel gegen Schweden gab es den ersten Sieg, auf den eine weitere Niederlage gegen Norwegen und ein zweiter Sieg gegen Montenegro folgte. Als Drittletzte der Vorrunde reichte es erneut nur zur Qualifikation für die Trostrunde, in der Serbien, Deutschland und die Schweiz geschlagen wurden. Auch in diesen drei Spielen war Kelava nach drei Spielen, in denen es andere Teamkameradinnen waren wieder beste Werferin ihrer Mannschaft. Erneut wurde man als Tabellenführer der Trostrunde Turnier-Neunte. Kelava kam in allen neun Spielen zum Einsatz und erzielte 123 Punkte. Damit war sie nicht nur beste Schützin ihrer Mannschaft, sondern auch die fünftbeste Scorerin des Turniers.
Zwei Jahre später fanden die Europameisterschaften am Jarun-See im heimischen Zagreb statt. Bei der Auftaktniederlage gegen Italien war Kelava mit nur sieben Punkten beste Werferin ihrer Mannschaft. Gegen Spanien war sie beim Sieg gemeinsam mit Martina Ćorković mit jeweils 12 erzielten Punkten beste Werferin. Es folgten ein Sieg gegen die Schweiz und eine Niederlage gegen Griechenland, auch in diesen Spielen erzielte Kelava die meisten Treffer Kroatiens, gegen Griechenland gar 18 Punkte. Mit zwei Siegen und zwei Niederlagen wurde Kroatien nur Vorletzte der Vorrundengruppe, zog aber dennoch in die Hauptrunde ein. Dort starteten die Kroatinnen mit einem Sieg über die Ukraine, verloren danach aber gegen Russland, Dänemark und Polen. Immer war Kelava mit einer zweistelligen Anzahl erzielter Punkte beste Schützin Kroatiens. Auch in der Hauptrunde wurde Kroatien nur Vorletzte und zog in die Platzierungsrunde ein. Hier gelangen zwei Siege gegen Italien und Ungarn, wiederum mit Kelava als bester Schützin. Somit schloss Kroatien zum dritten Mal in Folge auf dem neunten Platz ab. Kelava erzielte in zehn Spielen 99 Punkte. Damit war sie Siebte der Torschützinnenliste des Turniers, mit nur neun erzielten Punkten weniger als die Siegerinnen Jennifer Gutiérrez Bermejo, Kitti Gróz und Isabel Barnard.

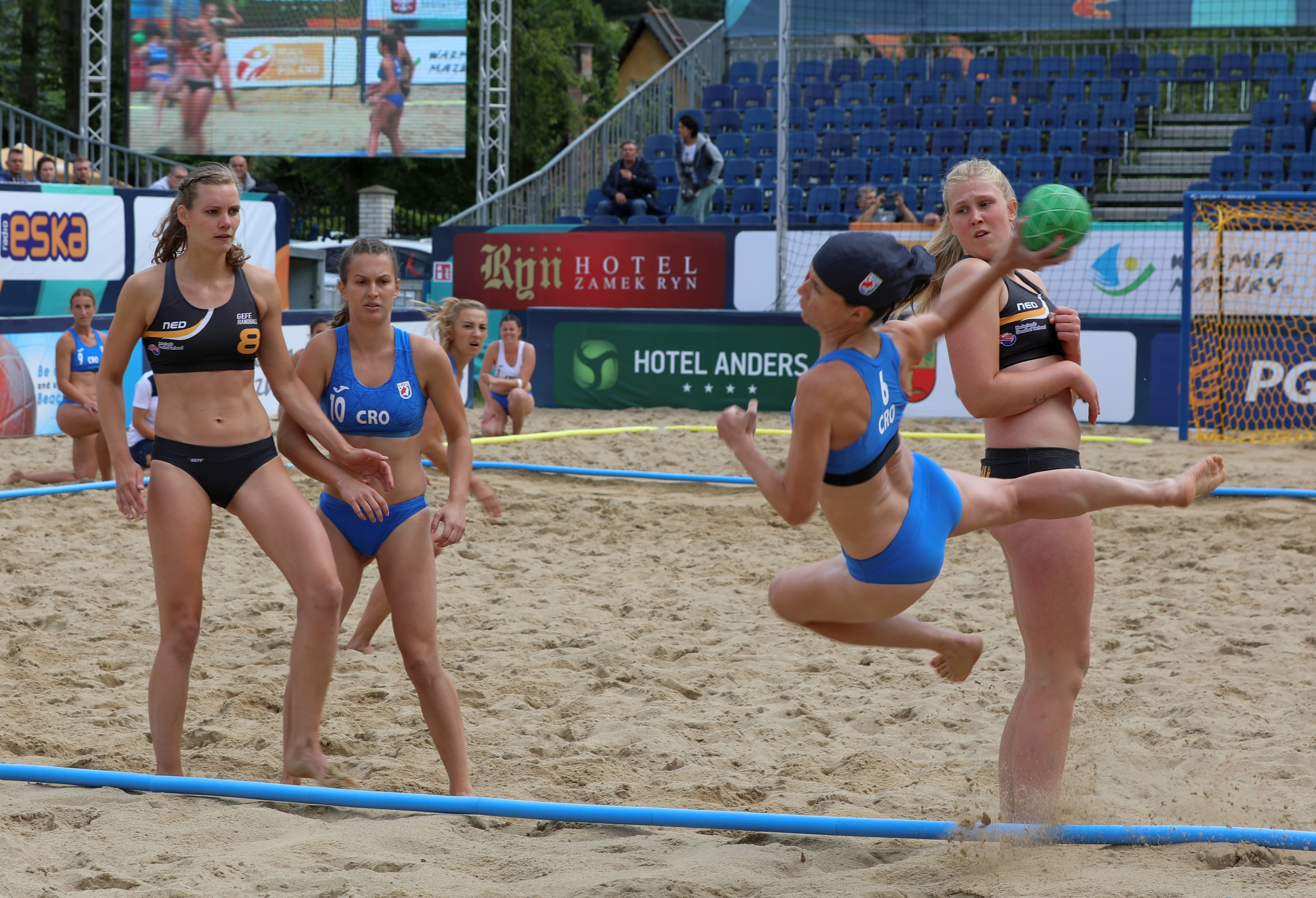
Kaleva beim Torwurf im Spiel um die Bronzemedaille bei der EM 2019: Sowohl Rianne Mol, als auch Katja Heraković und Amber van der Meij bleibt nur noch die Rolle der Zuschauerinnen (von links)

Die dritte Teilnahme an einer EM folgte für Kelava 2019 in Stare Jabłonki, Polen. In einer ausgeglichenen Vorrundengruppe A traf Kroatien auf die Mitfavoritinnen Niederlande und Norwegen sowie auf die Außenseiterinnen aus der Türkei und Rumänien. Gegen die Niederlande war Kelava mit 12, gegen die Türkei mit elf punkten beste Torschützin der Kroatinnen. Nach einer Niederlage zum Auftakt gegen Norwegen, folgte ein Sieg im Shootout gegen die Niederlande, ein Sieg gegen Rumänien und die Türkei. Als Drittplatzierte der Vorrunde zog man in die Hauptrunde ein. Hier wurden nacheinander Ungarn, Portugal und die gastgebenden Polinnen bezwungen. Als Erste der Hauptrunde zogen die Kroatinnen in das Viertelfinale gegen die Ukraine ein, die knapp in zwei Engen Sätzen bezwungen wurde. Kelava konnte den hohen Wert von 23 Punkten erzielen und damit mehr als ein Viertel all ihrer Turnierpunkte. Damit zogen die Kroatinnen in das Halbfinale ein, wo sie erneut auf die Gegnerinnen aus der Vorrunde, die Norwegerinnen trafen. Gegen die Nordeuropäerinnen verloren die Kroatinnen des Spiels in zwei Durchgängen. Auch das Spiel um den dritten Platz wurde gegen die Niederlande verloren. Dennoch bedeutete der vierte Rang eine deutliche Verbesserung zu den drei vorherigen Turnieren. Kelava traf, in allen zehn Spielen eingesetzt, zu 80 Punkten. Mit Anja Vida Lukšić, die nur zu zwei Punkten weniger traf, hatte sie erstmals eine ebenbürtige Konkurrentin um den Titel der besten Werferin ihrer Mannschaft. Beide platzierten sich auf die Ränge 23 und 24 in der Torschützinnen-Liste des Turniers.

## Einzelbelege
1. ↑  Kiki Smiljanić: Očekujem da ćemo osvojiti Zaprešić Open i na kraju vratiti Dubravi naslov! | Crosport. Abgerufen am 25. Dezember 2020.
2. ↑  Detono Zagreb obranio naslov, pjeskašice Toyota MHC Dubrave nove prvakinje Hrvatske: Sad nas očekuje Europsko prvenstvo… | Crosport. Abgerufen am 25. Dezember 2020.
3. ↑  About us. Abgerufen am 25. Dezember 2020.
4. ↑  Smiljanić, Ćorković i Kelava na Cipru pokazale svoje znanje | Smiljanic, Corkovic and Kelava show their knowledge in Cyprus. In: Rukomet na pijesku u Hrvatskoj. Abgerufen am 21. April 2021 (kroatisch).
5. ↑  Rukometaši otvorili prvenstvo s dvije pobjede, rukometašice s dva poraza. Abgerufen am 21. April 2021 (kroatisch).
6. ↑  European Handball Federation - 2015 Women's ECh Beach Handball / Final Tournament. Abgerufen am 25. Dezember 2020 (englisch).
7. ↑  European Handball Federation - 2017 Women's ECh Beach Handball / Final Tournament. Abgerufen am 25. Dezember 2020 (englisch).
8. ↑  Europsko prvenstvo u rukometu na pijesku - rezultati. Abgerufen am 25. Dezember 2020.
9. ↑  UltraSports: Denmark have two shots at gold at Beach Handball EURO 2019 | UltraSports.TV. Archiviert vom Original am 21. Juni 2020; abgerufen am 19. Juni 2020 (amerikanisches Englisch).
10. ↑  European Handball Federation - 2019 Women's ECh Beach Handball / Final Tournament. Abgerufen am 21. April 2021 (englisch).

| Personendaten    | Personendaten                |
| ---------------- | ---------------------------- |
| NAME             | Kelava, Lucija               |
| KURZBESCHREIBUNG | kroatische Handballspielerin |
| GEBURTSDATUM     | 21. April 1988               |